# Streitkräftebasis

Logo do Streitkräftebasis.

Streitkräftebasis (Serviço de Apoio Comum, SKB) é um ramo das Forças armadas da Alemanha, criado em Outubro de 2000 como resultado das grandes reformas do Bundeswehr alemão. Ela lida com várias tarefas logísticas e organizativas das Forças Armadas Alemãs. Ele acrescenta um quinto dos serviços, como organização para os outros quatro grandes ramos da Bundeswehr, o Exército, Marinha, Força Aérea, e Serviço Médico.